# در روزهای قدیم
در روزهای قدیم (به انگلیسی: Ye Olden Days) یک انیمیشن کوتاه محصول سال ۱۹۳۳ می‌باشد. این فیلم بر اساس رمان تاریخی آیوانهو اثر والتر اسکات است. کارگردان این اثر برت جیلت بود و توسط والت دیزنی ساخته شده‌است.

## خلاصه داستان
میکی موس یک نوازنده دوره‌گرد است که همراه الاغ خود در سفر است. در قصر پرنسس مینی از ازدواج با پرنس پوپاپادو سر باز می‌زند که باعث می‌شود پادشاه او را به یکی از زندان‌های قلعه بفرستد. شاهزاده مینی به همراه خدمتکار خود در یکی از بلندترین زندان‌های برج زندانی می‌شوند و میکی به دلیل علاقه ای که به شاهزاده خانم دارد از درختی که در نزدیکی برج قرار دارد بالا می‌رود و …